# Hildebrandtina variegata
Hildebrandtina variegata es una especie de insecto coleóptero de la familia Chrysomelidae. Fue descrita científicamente en 1910 por Weise.